# Benten Film
Benten Film, ранее известная как Fukushima Gainax и Gaina, — японская анимационная студия, созданная 25 марта 2015 года.

## История
В 2015 году компания Gainax создала новую компанию для управления студией и музеем на Михару, Фукусима, для проведения работ за рубежом и управления музеем. Префектура была выбрана, чтобы помочь туризму в регионе из-за ядерной аварии на АЭС Фукусима-1 в 2011 году. В декабре 2015 года Fukushima Gainax и Gainax стали независимыми компаниями, не связанными между собой, кроме названия Gainax, и компания вошла в их состав. В сентябре 2016 года компания открыла новый филиал в Токио. В августе 2018 года компания переместила штаб-квартиру в свою дочернюю компанию в Токио, сделав её основной компанией, в то же время передав управление музею в Фукусиме своей новой компании под названием Fukushima Gaina. 20 августа было объявлено, что компания Kinoshita Group приобрела компанию и что компания сменила название на Gaina, так как её новая материнская компания планирует использовать Gaina в целях производства аниме для расширения своего бизнеса. В 2025 году студия была приобретена компанией по производству анимации посредством генерации кадров искусственным интеллектом Creator's X и переименована в Benten Film.

## Работы

### Сериалы
- Piano no Mori (2018–2019)[4][5]
- Flying Babies (2019)[6][7][8]
- Hanabi-chan Is Often Late (2022)
- The Yakuza's Guide to Babysitting (2022)
- Grendizer U (2024)[9]

### ONA
- Bridge for Future (2015)[10]
- Masamune Datenicle (2016–present)[11]
- Omoi no Kakera (2016)[12]
- Miharu no Amigo (2016)[13]
- Kumo no Kanata (2017)[14]
- Jinriki Senkan!? Shiokaze Sawakaze (2017)
- Tabechattate Ii no ni na! (2018)

### Полнометражныные фильмы
- Uru in Blue (TBA)[15]
- Akubi o Suru ni wa Wake ga Aru (TBA)[15]
- Gunbuster 3 (TBA)[15]

## Примечание
1. ↑  Gainax Sets Up Studio, Museum in Fukushima. Anime News Network (16 января 2015). Дата обращения: 21 августа 2018. Архивировано 1 февраля 2018 года.
2. ↑  Kinoshita Acquires Fukushima Gainax, Moves Studio to Tokyo Under New Name. Anime News Network (20 августа 2018). Дата обращения: 21 августа 2018. Архивировано 10 апреля 2021 года.
3. ↑  Anime Studio Gaina Changes Name to Benten Film After Being Acquired by AI Animation Company Creator's X (англ.). Anime News Network (1 августа 2025). Дата обращения: 2 августа 2025.
4. ↑  The Piano Forest TV Anime Reveals Cast, Staff, Ending Song Artist. Anime News Network (31 января 2018). Дата обращения: 21 августа 2018. Архивировано 26 января 2021 года.
5. ↑  The Piano Forest Anime Gets 2nd Season in January. Anime News Network (1 июля 2018). Дата обращения: 21 августа 2018. Архивировано 8 мая 2019 года.
6. ↑  Fukushima Gainax Makes Flying Babies Anime Project About Hula Girls. Anime News Network (5 ноября 2016). Дата обращения: 21 августа 2018. Архивировано 26 марта 2019 года.
7. ↑  Flying Babies TV Anime Unveils Visual, January Premiere. Anime News Network (20 августа 2018). Дата обращения: 20 сентября 2018. Архивировано 27 мая 2019 года.
8. ↑  Gaina's Hulaing Babies 5-Minute Anime Reveals Cast, Staff, January 10 Premiere. Anime News Network (21 декабря 2018). Дата обращения: 21 декабря 2018. Архивировано 26 марта 2019 года.
9. ↑  Grendizer U TV Anime Revealed for Debut in 2024. Дата обращения: 5 августа 2023. Архивировано 5 августа 2023 года.
10. ↑  Gainax Fukushima Studio Makes Anime Commercial Series for Bank. Anime News Network (4 октября 2015). Дата обращения: 21 августа 2018. Архивировано 26 марта 2019 года.
11. ↑  Gainax Fukushima's Masamune Datenicle Web Series Holds 1st Talk Event in Tokyo. Anime News Network (23 июня 2017). Дата обращения: 21 августа 2018. Архивировано 2 января 2019 года.
12. ↑  Gainax Fukushima Tohoku Earthquake Short Gets 25-Minute Version. Anime News Network (21 марта 2016). Дата обращения: 21 августа 2018. Архивировано 26 марта 2019 года.
13. ↑  Fukushima Gainax's Miharu Tourism Anime's 1st Episode Streamed. Anime News Network (29 марта 2016). Дата обращения: 21 августа 2018. Архивировано 26 марта 2019 года.
14. ↑  Fukushima Gainax's Kumo no Kanata Anime Short Streamed. Anime News Network (3 марта 2017). Дата обращения: 21 августа 2018. Архивировано 26 марта 2019 года.
15. 1 2 3  Gaina Announces Uru in Blue Anime for 2022, New Top o Nerae 3 Anime Project. Anime News Network. Дата обращения: 7 сентября 2018. Архивировано 22 апреля 2020 года.